# ایر ماداگاسکار

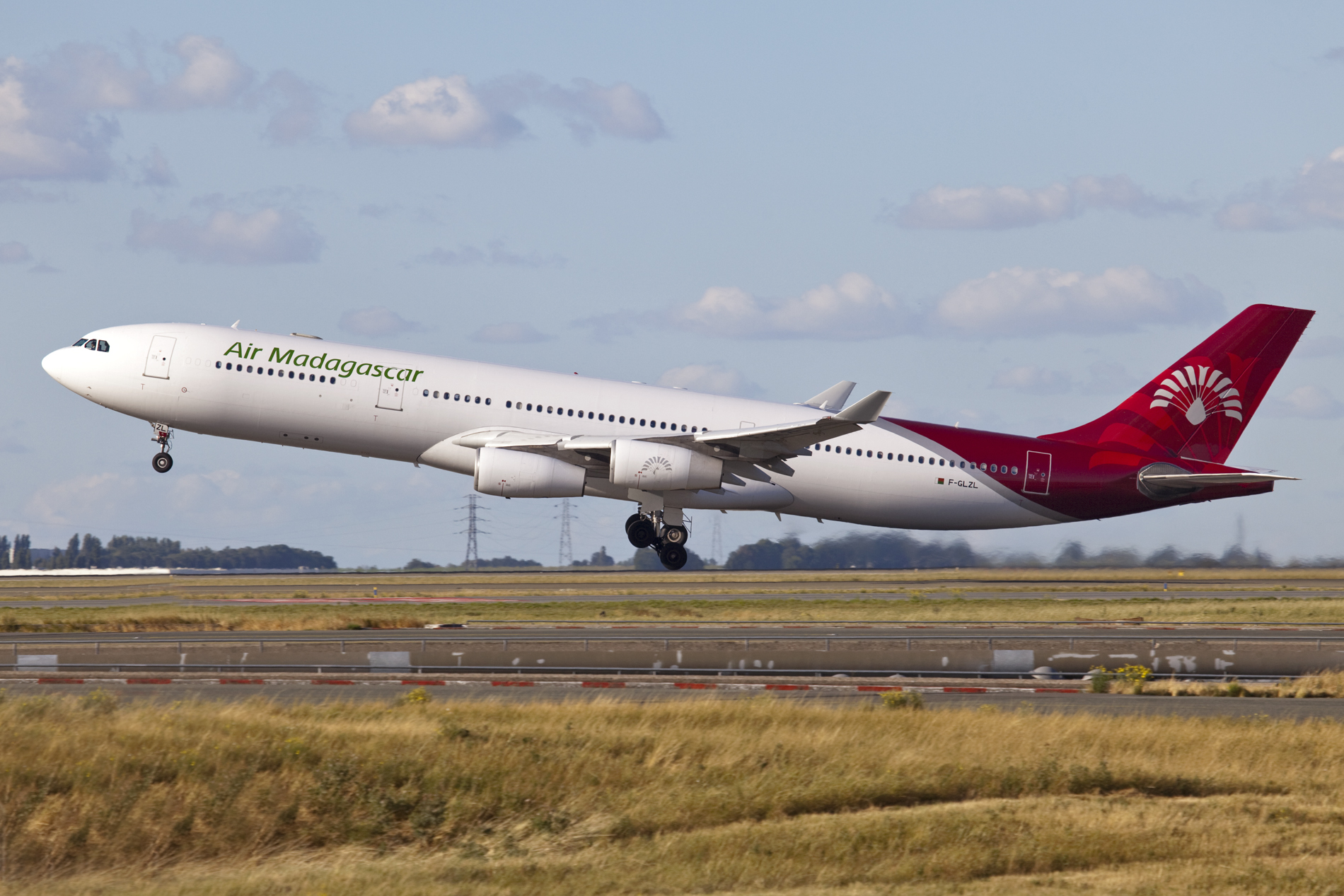
هواپیمای ایرباس ای۳۴۰ متعلق به ایر ماداگاسکار

ایر ماداگاسکار (انگلیسی: Air Madagascar) شرکت هواپیمایی حامل پرچم ماداگاسکار است، که در سال ۱۹۶۲ توسط ایر فرانس تأسیس شد. دفتر مرکزی این شرکت در شهر آنتاناناریوو، ماداگاسکار قرار دارد و فرودگاه ایواتو، قطب این شرکت هواپیمایی به‌شمار می‌آید.
شرکت هواپیمایی ایر ماداگاسکار در حال حاضر روزانه به ۳۶ مقصد در آسیا، آفریقا و اروپا پروازهای مستقیم دارد. این شرکت در ناوگان هوایی خود، دارای ۹ فروند هواپیمای جت مسافربری می‌باشد.